# Anna Costenoble

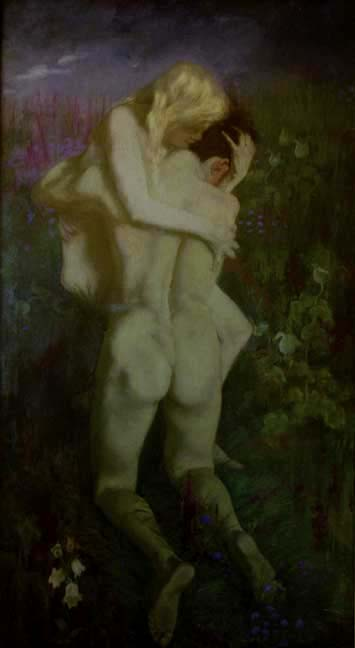
Anna Costenoble: Tristan och Isolde. Tyskland, 1900. Olja på linneduk. Målningen var Costenobles bidrag till Berlin Secession-Ausstellung år 1900.

Anna Costenoble, född 21 februari 1863 i Danzig, död i maj 1930 i Berlin, var en tysk målare och illustratör.
Costenoble studerade 1883 för Karl Gussow i München och flyttade 1888 till Berlin. Hon ställde ut vid Wiener Secession 1899 och vid Berliner Secession 1900, 1901 och 1908. År 1907 illustrerade hon Penthesileia. Ein Frauenbrevier für männerfeindliche Stunden.